# Geografia do País de Gales

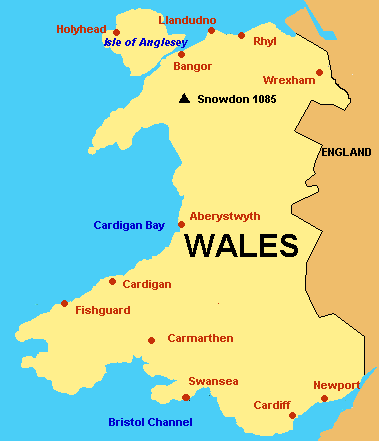
Mapa do País de Gales.

O País de Gales situa-se numa península da Grã-Bretanha. Faz fronteira com a Inglaterra a leste, com o canal de Bristol a sul, e com o mar da Irlanda a norte e Oeste.
A maior parte da população e das áreas industriais situam-se Gales do Sul (South Wales), incluindo a capital, Cardiff, e as outras duas maiores cidades, Swansea e Newport. 
Grande parte do país de Gales é montanhoso, particularmente Gales do Norte e Mid Wales (Médio Gales). As Brecon Beacons (único local onde costuma nevar todos os anos), a sul, e Snowdonia a norte, são unidas pela Cordilheira Câmbrica (daí se dá o nome da era geológica). O ponto mais alto de Gales situa-se em Snowdon.
Fazem parte do País de Gales diversas ilhas no norte e ao longo da costa ocidental. Anglesey é a maior.